# 李慶翺
李慶翺（?—?），原名轉，字公度，又字小湘。濟南曆城人，清朝政治人物。

## 生平
咸豐二年（1852年）中進士，選庶吉士，散館授編修。官至河南巡抚。曾参与镇压太平天国，有《来青馆诗集》。

## 家族
父李延芳。